# Barbent skrikuv
Barbent skrikuv (Megascops clarkii) är en fågel i familjen ugglor inom ordningen ugglefåglar.

## Utseende och läte
Barbent skrikuv är en storväxt medlem av släktet. Fjäderdräkten är varmt rostbrun, mest färgglatt i ansiktet som saknar en tydlig svart ram, olikt de flesta andra skrikuvar. På buken syns grova teckningar. Lätet består av korta hoande serier.

## Utbredning och systematik
Fågeln förekommer i bergsskogar från Costa Rica till allra nordvästligaste Colombia. Den behandlas som monotypisk, det vill säga att den inte delas in i några underarter.

## Levnadssätt
Barbent skrikuv förekommer i bergsskogar. Den hittas lättast genom sitt läte.

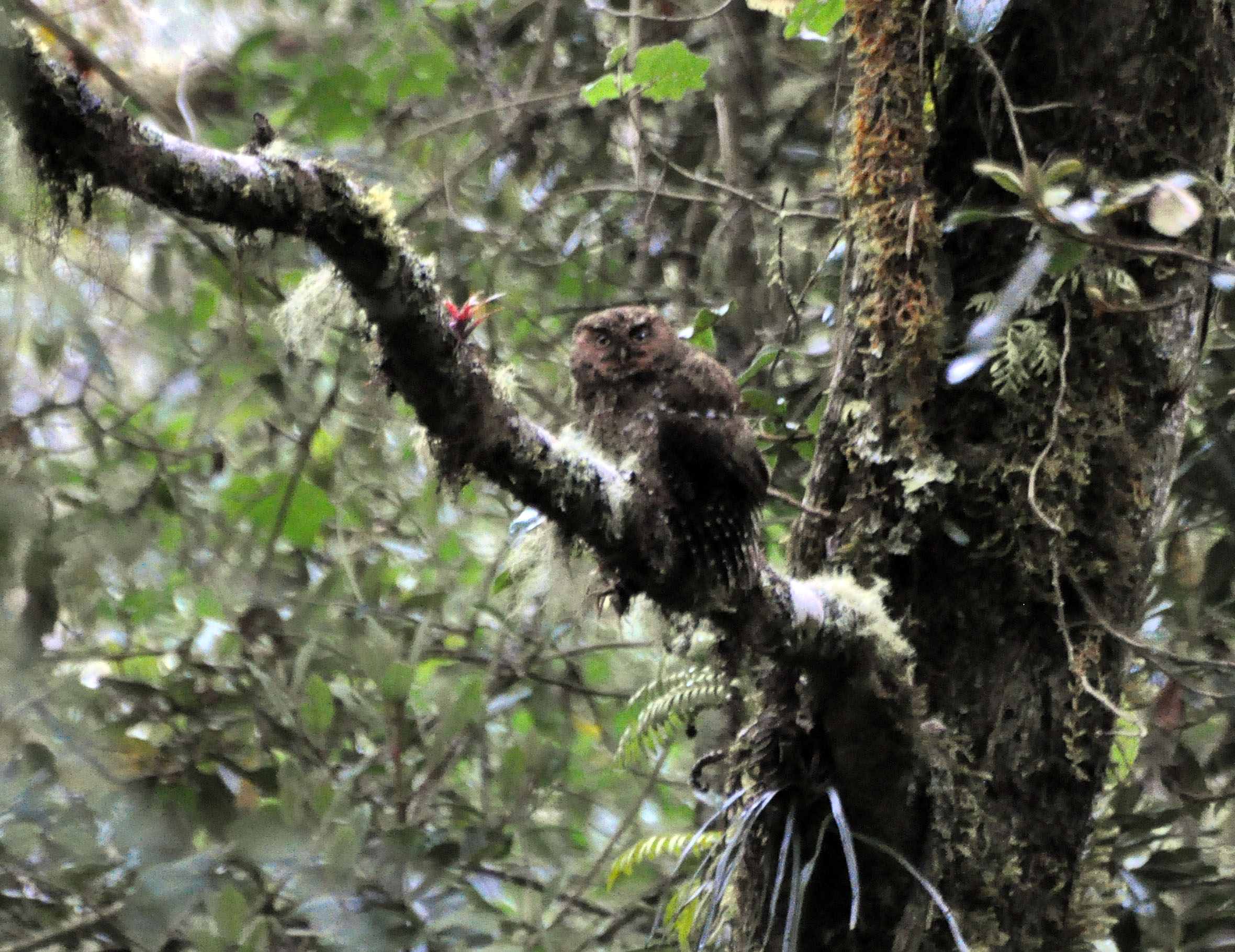

## Status
Arten har ett stort utbredningsområde och beståndet anses vara stabilt. Internationella naturvårdsunionen IUCN listar den därför som livskraftig (LC). Beståndet uppskattas till i storleksordningen 20 000 till 50 000 vuxna individer.

## Namn
Fågelns vetenskapliga artnamn hedrar Harry M. Clark, en amerikansk präst som introducerade Leon Kelso, som sedermera beskrev arten, till ornitologi.